# Порося (мультсеріал)
Порося-російський мультсеріал студії "Пілот". Продовження мультфільму "моє життя", весь мультсеріал озвучила Ларіса Брохман.

## Сюжет
Маленьке, але дуже цікаве порося живе в селі. У нього є Мама Свиня та Папа Хряк, а ще братики-поросята. Крім них у дворі постійно перебувають пес, кіт, корова, коза, баран, півень та кури. Іноді з'являються гості: морська свинка, бульдог, дика свинка, привид дідуся та інші.
Щодня порося милується сходом сонця і шукає відповідь на чергове важливе питання. Наприклад: чи зійде сонце, якщо півень не покличе його або якщо його покличе хтось інший?

## Серії
- 1.Няня
- 2.Бійцівський клуб
- 3.Картопля
- 4.Морська свинка
- 5.Привид
- 6.Олімпійські ігри
- 7.НЛО
- 8.Дика
- 9.Викрадення століття
- 10.Новий рік
- 11.Лоша
- 12.Спека
- 13.Корисні копалини
- 14.Сутінки
- 15.Мистецтво
- 16.Вовки

## Творці
- Сценарист-наталія Румянцева
- Режисери-Наталія Березовая, Максим Поляков.
- Художник-постановник-максим Поляков
- Художник по фонам-Марія Якушина
- Композитор-Тімур Ведерніков
- Звукорежисер- Олена Миколаїва
- Автор слів "Пісні поросятка"-Дмитро  Воскресенский(4-10 серії)
- Продюсери-Ігор Гелашвілі, Л. Бубніков

## У ролях
- Лариса Брохман-Порося
- Сергій Капков-другорядні персонажі
- Олександр Плющев-другорядні персонажі.